# Muhamet Çangeli
Muhamet Çangeli (* 4. Oktober 1999) ist ein albanischer Leichtathlet, der sich im Weit- und Dreisprung an den Start geht.
Der aus Shkodra stammende Sportler ist im Verein Vllaznia Shkodra aktiv.

## Sportliche Laufbahn
Erste internationale Erfahrungen sammelte Muhamet Çangeli im Jahr 2016, als er bei den U18-Balkan-Meisterschaften in Kruševac mit 6,61 m den siebten Platz im Weitsprung belegte und im Dreisprung mit 13,48 m auf Rang elf gelangte. Im Jahr darauf wurde er bei den U20-Balkan-Meisterschaften in Pitești mit 13,87 m Zwölfter im Dreisprung und 2018 belegte sie bei den Balkan-Meisterschaften in Stara Sagora mit 6,66 m und 14,49 m die Plätze 15 und neun im Weit- und Dreisprung. 2022 belegte er bei den Balkan-Hallenmeisterschaften in Istanbul mit 7,14 m den neunten Platz im Weitsprung und im Jahr darauf wurde er bei der 3. Liga der Team-Europameisterschaft, die im Rahmen der Europaspiele in Chorzów stattfand, mit 15,15 m Fünfter im Dreisprung und wurde im Weitsprung mit 7,36 m Dritter. Anschließend gelangte er bei den Balkan-Meisterschaften in Kraljevo mit 7,19 m den neunten Platz im Weitsprung. 2024 wurde er bei den Balkan-Hallenmeisterschaften in Istanbul mit 7,32 m ebenfalls Neunter und im Jahr darauf belegte er bei den Balkan-Hallenmeisterschaften in Belgrad mit 7,30 m den achten Platz.
In den Jahren 2020, 2022 und 2023 wurde Çangeli albanischer Meister im Weitsprung sowie 2022 auch im Dreisprung.

## Persönliche Bestleistungen
- Weitsprung: 7,64 m (+0,6 m/s), 23. Mai 2022 in Elbasan
- Dreisprung: 15,32 m (0,0 m/s), 24. Mai 2022 in Elbasan